# Martí Boada i Juncà
Martí Boada i Juncà (Sant Celoni, Vallès Oriental, 28 d'octubre de 1949) és científic ambiental i geògraf, i president del Patronat de la Fundació Centre d'Art la Rectoria, de Sant Pere de Vilamajor.

## Biografia
Està doctorat en Ciències Ambientals (UAB, 2002) i llicenciat en geografia a la Universitat Autònoma de Barcelona. També és llicenciat en Estudis Catalans per la Universitat de Perpinyà.
La tasca pedagògica de Martí Boada en l'àmbit de l'educació ambiental va començar l'any 1978, amb l'engegada de «Natura de Can Lleonart», al Parc Natural del Montseny, una de les primeres experiències en educació ambiental a Catalunya. Durant el temps que va estar com a responsable de Can Lleonart, complementant les tasques d'educació ambiental, es van aconseguir diferents línies de recerca orientades al coneixement del medi: treballs de registres continuats de fenologia de la flora i la fauna, estudis i registres de dades sobre les relacions tròfiques i etiològiques de les poblacions de vertebrats i treballs de dades de caràcter soci ecològic.
Dotze anys més tard es va incorporar com a professor i investigador en la Universitat Autònoma de Barcelona. Des de llavors, és docent en les llicenciatures de geografia i ciències ambientals i altres estudis de postgrau. També es va incorporar com a investigador al centre d'Estudis Ambientals de la UAB, que posteriorment es va convertir en l'ICTA (Institut de Ciència i Tecnologia Ambientals), on treballa en projectes centrats en els camps de canvi ambiental global i la biodiversitat des d'una perspectiva social, centrada particularment en el sistema urbà i els boscos.
És coautor de més d'una quarantena de llibres de pensament i divulgació El 2014 va participar, com a assessor en una campanya de recerca al Parc Nacional de Yasuní (a la selva amazònica de l'Equador), en la qual han intervingut més de dos-cents científics de vint-i-sis països. Va encapçalar l'expedició a Yasuní amb Guillem Chacón, naturalista català, fundador i el 2014 director de l'Institut de Biodiversitat Tropical.
A Catalunya en l'àmbit de les ciències de la natura ha participat en esdeveniments històrics com ara les Primeres Jornades Ornitològiques dels Països Catalans, dutes a terme el maig de 1997 al Palau Montcada de Fraga a la comarca del Baix Cinca.
El 5 juny de 2023, coincidint amb el Dia Mundial del Medi Ambient, Boada va donar el seu fons particular al poble de Llinars del Vallès.
Boada ha estat molt crític amb les polítiques ambientals, que no dediquen prou esforços a la prevenció dels desastres naturals que pot causar el canvi climàtic, ja sigui des del mateix territori o des dels organismes internacionals.

## Premis i reconeixements
- Unió de Pagesos (2018): Premi Nacional Felip Domènech i Costafreda.[7]
- Col·legi Oficial d'Enginyers de Forests d'Espanya (2017): Col·legiat d'Honor.[8]
- La Vanguardia (2015): L'inclou en la llista de les deu persones més influents en temes ambientals a Espanya.[9]
- Institut d'Estudis Catalans (2005): Premi Medi Ambient, «en reconeixement a [sic] la seva tasca d’educador ambiental duta a terme directament, apropant la societat a la natura, i també a través de nombroses publicacions i activitats divulgatives en premsa, ràdio i televisió».[10]
- Ministerio de Medio Ambiente (2004): Premi Nacional «Félix Rodríguez de la Fuente de Conservació de la Natura», compartit amb l'entitat Ecologistes en Acció.[11]
- Serra d'Or (2003): Premi Crítica en la categoria de Recerca al llibre El Montseny. Cinquanta anys d’evolució dels paisatges.[12]
- Associació Catalana d'Amics de l'Aigua (2019): Soci de Mèrit.[13]
- Generalitat de Catalunya (1999): Creu Sant Jordi, «per la seva destacada contribució a l’estudi, a la divulgació i a l’educació mediambiental, en què és un dels més reconeguts especialistes catalans».[14]
- Col·legi de Doctors i Llicenciats de Catalunya (1995): Premi d'investigació Ramon Fuster.[15]
- Programa de les Nacions Unides per al Medi Ambient (1995): Premi Global 500 Roll of Honour.[3]
- Òmnium Cultural Tarragona (1992): Premi Ciutat de Tarragona Pin i Soler de narrativa per Hivern al Montseny.[16]
- Fundació Jaume I (1991): Premi d'Actuació Cívica Catalana.[3]
- Institut de Ciències de l'Educació (1988): Premi Pau Vila de Geografia.[3]

## Obres
- Poesia Forestal, El Cep i la Nansa (2021).[17]
- Les plantes tòxiques de Catalunya, Pòrtic (1999)
- Medi ambient: Una crisi civilitzadora, La Magrana (1998)
- Barcelona: Biodiversitat urbana, Ajuntament de Barcelona (2002)
- Diari de la natura: Crònica del paisatge i del medi ambient a Catalunya, Edicions 62 (2002)
- El Montseny: Cinquanta anys d’evolució dels paisatges, Publicacions de l'Abadia de Montserrat (2002)
- El Mèdol, Fundació Abertis (2002)
- El canvi global, Rubes (2002)
- Boscos de Catalunya: història i actualitat del món forestal, Brau (2003)
- El planeta, nuestro cuerpo: La ecología, el ambientalismo y la crisis de la modernidad, Fondo de Cultura Económica (2003)
- El patrimoni socioambiental del campus de l’Autònoma, UAB (2005)
- Els fruits silvestres: Ecologia i cultura, Cercle de Lectors (2005)
- Arbres i arbredes singulars del Montseny, El Farell (2006)
- Sot de Bocs: Terra de vinyes, Ajuntament de Sant Celoni (2006)
- El parc natural del Montseny, Viena (2014)
- Hivern al Montseny: Diari d'un naturalista (2014), Laertes ISBN 978-84-7584-939-3.
- Primavera al Montseny: Una aproximació al medi natural i humà (2014), Laertes ISBN 978-84-7584-957-7.
- Estiu: Caminar mirant. Notes de camp (2016), Laertes, ISBN 978-84-1678-310-6
- Poematges (2016), Fundació Vila Casas, ISBN 978-84-617-5135-8

També és membre del consell de redacció de les revistes Tópicos en Educación Ambiental (Mèxic), Gestión y Ambiente (Colòmbia) i Medi Ambient: Tecnologia i Cultura (Departament de Medi Ambient i Habitatge, Generalitat de Catalunya).